# 여수절도사안숙사적비
여수절도사안숙사적비(麗水節度使安潚事蹟碑)는 대한민국 전라남도 여수시 연등동에 있는 조선시대의 사적비이다. 1998년 8월 13일 전라남도의 문화재자료 제203호로 지정되었다.

## 개요
사적비란 어떠한 사건이나 사업에 관련된 사실이나 자취를 기록한 비로, 인물의 행적에 관해 기록해 놓은 것도 넓은 의미에서는 사적비에 속하는데, 이 비는 조선 후기의 무신이었던 안숙의 공적을 적고 있다.
안숙은 조선 정조 21년(1797)에 경상우도병마절도사, 순조 즉위년(1800)에는 황해도 병마절도사가 되었다. 순조 8년(1808)에는 전라좌도수군절도사에 임명되었으며, 함경북도절도사를 거쳐 황해도수군절도사를 지내는 등 여러 도의 절도사가 되어 군사업무와 수비 등에 힘을 다하였다. 이 비는 순조 9년(1809) 호남좌수사로 부임해 온 안숙이 관아의 성을 수리하고, 특히 가뭄으로 고통당하던 백성들을 구하는데 온갖 노력을 다하였던 일과, 이곳에 있던 거북선을 충무공 때의 도면을 참고하여 새로이 복원한 것, 환곡의 폐단을 지적하여 바로잡아 주었던 일 등 그가 이루어놓은 여러 공적을 기리고자 세워놓은 것이다.
비각안에 모셔둔 비는 네모난 받침돌 위로 비몸을 세우고 머릿돌을 올린 모습으로, 비몸 앞면에는 ‘절도사 안숙 사적비’라는 비의 이름을 세로로 새겼다. 한줄에 50자 정도씩 13줄을 새긴 비문은 절충 김이각이 글을 짓고, 유학 정집원이 글씨를 쓴 것으로, 안숙의 행적에 관해 자세히 적어놓고 있다.
순조 23년(1823)에 세운 비로, 그 비문은 조선 후기 당시의 사회사나 제도사 뿐만 아니라, 좌수영이나 지방사의 연구를 하는데 있어 좋은 자료가 되고 있다.

## 참고 문헌
- 여수절도사안숙사적비 - 국가유산청 국가유산포털